# Kuckucks-Fiederbartwelse

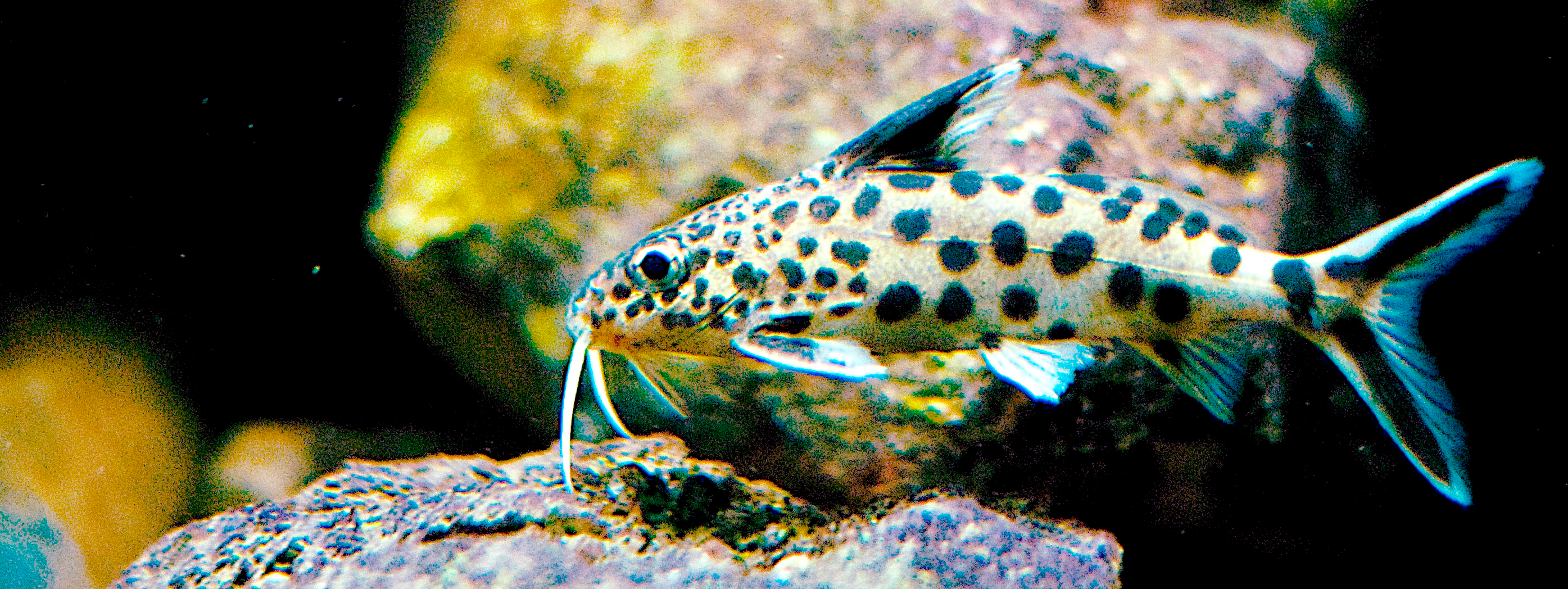
Kuckucks-Fiederbartwels

Als Kuckucks-Fiederbartwelse werden zwei afrikanische Welsarten bezeichnet, die im ostafrikanischen Tanganjikasee vorkommen. Sie sind die einzigen Fische, von denen bekannt ist, dass sie Brutparasitismus betreiben. Der Name leitet sich vom Kuckuck ab, der ein allgemein bekannter Brutparasit ist.
Die Kuckucks-Fiederbartwelse sind unter den Fischen die einzigen bekannten Brutparasiten, sie sind obligate Brutparasiten, d. h., sie sind zur eigenen Aufzucht ihrer Brut nicht befähigt. Sie nutzen maulbrütende Buntbarsche (wie Ctenochromis horei oder Simochromis diagramma) als Wirte. 

## Zwei Arten
- Synodontis grandiops  Wright & Page, 2006 (Großaugen-Kuckucks-Fiederbartwels)
- Synodontis multipunctatus  Boulenger, 1898 (Vielpunkt-Kuckucks-Fiederbartwels)

Längere Zeit nahm man an, dass S. multipunctatus die einzige Art mit dieser Fortpflanzungsbiologie sei, bis mit S. grandiops 2006 eine zweite, sehr ähnliche Art, wissenschaftlich beschrieben wurde. Es wurde nun auch entdeckt, dass es diese Art war, die den Brutparasitismus betreibt und bisher nur unter falschem Namen bekannt war. Zwischenzeitlich hat sich aber auch herausgestellt, dass tatsächlich auch S. multipunctatus ein Brutparasit ist.

## Fortpflanzungsbiologie
Von anderen Fiederbartwelsarten ist bereits beobachtet worden, dass sie während des Laichgeschäfts von Maulbrütern deren Eier fressen. Die Kuckucks-Fiederbartwelse fressen Buntbarscheier bei deren Besamung, geben ihre eigenen ab und besamen sie. Alle Eier werden vom Maulbrüterweibchen aufgenommen. Wie es den Kuckucks-Fiederbartwelsen gelingt, ihre Laichtätigkeit so genau mit der der Buntbarsche zu synchronisieren, ist noch nicht ausreichend untersucht.
Die jungen Welse schlüpfen eher als die Buntbarsche und nutzen deren Eier als erste Nahrung. Es kommt aber auch vor, dass sie sich als Larven gegenseitig im Maul des Wirtes auffressen, so dass schließlich nur noch ein Jungtier übrig bleibt.

## Verbreitung
Kuckucks-Fiederbartwelse kommen nur im Tanganjikasee in Ostafrika vor.

## Zuchthinweise
Es könnte sein, dass manche Buntbarscharten aus dem Tanganjikasee bereits während der Evolution gelernt haben, dass die Kuckuckswelse eine Gefahr für ihre Brut darstellen. Besonders Tropheus-Arten reagieren äußerst aggressiv auf die Welse, wenn diese versuchen, das Laichgeschäft zu stören. Mit anderen Maulbrütern, z. B. Malawi- oder Victoriaseecichliden, können die Tiere im Aquarium hingegen gut vermehrt werden. Diese Buntbarsche vertreiben die Welse etwas weniger vehement. Es gelingt aber auch mit Tanganjikasee-Buntbarschen wie etwa Haplochromis horei.